# Oecetis cymula
Oecetis cymula är en nattsländeart som beskrevs av Arturs Neboiss 1982. Oecetis cymula ingår i släktet Oecetis och familjen långhornssländor. Inga underarter finns listade i Catalogue of Life.